# Lico (hijo de Dascilo)
En la mitología griega, Lico (en griego antiguo: Λύκος / Lýkos), hijo de Dascilo, fue el rey de los mariandinos, en Bitinia. Ofreció hospitalidad a los Argonautas, que mataron a Ámico, rey de los bébrices, sus enemigos, durante su paso por Asia Menor.
Recibió a Heracles en su corte, mientras que este último, como parte de sus doce trabajos, debía llevar el cinturón de Hipólita a las amazonas. El héroe ayudó a Lico en un combate contra los bébrices durante el que mató a Migdón, hermano de Ámico, rey de esos bárbaros.